# Peso Cuba
Peso là đơn vị tiền tệ chính thức của Cuba (tiếng Tây Ban Nha: peso Cubano). Mã ISO 4217 của nó là CUP. Đơn vị đếm bổ sung của peso Cuba là centavo. 1 peso = 100 centavo.
Tiền giấy peso Cuba có các loại mệnh giá 1, 3, 5, 10, 20, 50, 100 peso. Tiền kim loại có các mệnh giá 1, 2, 5, 20, 40 centavo và 1, 3 peso. Đều do Ngân hàng Trung ương Cuba (Banco central de Cuba) phát hành.
Trước đây, Peso Cuba chỉ được lưu thông trong Cuba, và sử dụng cho các giao dịch nội địa. Đối với các giao dịch quốc tế, Cuba sử dụng đồng Peso Cuba chuyển đổi. 1 Peso Cuba chuyển đổi bằng 24 Peso Cuba. Tuy nhiên, kể từ ngày 1 tháng 1 năm 2021, Cuba đã tiến hành cải cách tiền tệ nên hiện nay Cuba chỉ còn một đồng Peso Cuba duy nhất.